# Bulbophyllum albibracteum
Bulbophyllum albibracteum är en orkidéart som beskrevs av Gunnar Seidenfaden. Bulbophyllum albibracteum ingår i släktet Bulbophyllum och familjen orkidéer.
Artens utbredningsområde är Thailand. Inga underarter finns listade i Catalogue of Life.